# Drama y luz
Drama y luz es el nombre del octavo álbum de estudio lanzado por la banda mexicana de rock Maná. Fue lanzado al mercado por Warner Music Latina el 12 de abril de 2011, después de una larga espera desde su último álbum Amar es combatir (2006). Este álbum fue lanzado en CD, CD/DVD & Vinilo de 12". El álbum hizo su debut en la posición número cinco de la lista Billboard 200 y durante su primera semana de lanzamiento se vendieron 47 000 copias.

## Sencillos
El álbum cuenta con 4 sencillos, el primero de ellos es Lluvia al corazón seguido de Amor clandestino, después El verdadero amor perdona con quien hacen una versión en bachata junto a Prince Royce y  Mi reina del dolor.

### «Lluvia al corazón»
El 7 de marzo de 2011, a través de su cuenta oficial de YouTube, la banda público varios vídeos (vídeos con fotos con/sin letra y con las letras) donde rápidamente se posicionó con el primer lugar, el 10 de marzo de 2011 dos días después de que Drama y luz se pusiera a la venta se estrenó el vídeo mundialmente en su canal oficial de YouTube y se muestra a la banda tocando la canción en un escenario circular y con una suelo giratorio, mientras se cuenta una historia con bailarines haciendo danzas modernas.

### «Amor clandestino»
El 23 de mayo de 2011 a través de su cuenta oficial en Facebook la banda preguntaron que entre la canción El verdadero amor perdona y Amor clandestino cual preferían para que fuera el segundo sencillo del Drama y luz, amor clandestino teniendo más de 13,000 votos y fue confirmado por la banda cuando fueron a grabar su videoclip en un teatro abandonado de la Ciudad de México, el video fue estrenado mundialmente el 6 de junio de 2011, fue dirigido por Pablo Croce. Muestra 3 historias, en una se muestra a un chico y una psicóloga, en la segunda historia se muestra a una chica enamorada de 2 chicos y la tercera historia es la de un hombre que se enamora de la estríper de un club nocturno. Las tres historias se desarrollan en paralelo mientras Fher Olvera, Álex González, Juan Calleros y Sergio Vallín, interpretan el tema con antifaces negros en el Teatro Ópera de la Ciudad de México. Las historias se desenlazan en un club donde están las 3 parejas.

### «El verdadero amor perdona»
La banda confirmó el verdadero amor perdona como su tercer sencillo de Drama y luz, el vídeo fue estrenado el 25 de septiembre de 2011, fue dirigido por Pablo Croce y fue grabado en San Miguel de Allende, Guanajuato. El verdadero amor perdona muestra a una pareja de chicos enamorados y cómo luego que ella queda embarazada, y ante la falta de apoyo de su familia, la chica decide irse lejos de su pueblo. Por alguna razón su novio no la acompaña en ese viaje, pero la joven embarazada se va, comienza una nueva vida en otra ciudad, tiene a su hijo y sale adelante. Entre tanto, el joven no deja de escribirles cartas pidiéndole perdón, a la vez que busca las maneras de ayudarla. Sin embargo, la chica no lee las cartas de su exnovio, aunque las va guardando. En determinado momento el chico enferma, y al mismo tiempo, vemos que la chica comienza a leer las cartas que el joven le envió durante todo el tiempo que estuvieron separados y comprende algunas cosas… por lo que decide regresar, junto con el hijo de ambos, a su pueblo. Pero el perdón llega demasiado tarde. Semanas después se confirmaba que esta canción tendrían una versión en bachata con el cantante Prince Royce el vídeo fue estrenado el 9 de octubre de 2011.

### «Mi reina del dolor»
Durante el Drama y Luz World Tour, Maná grabó su vídeo del cuarto sencillo en Argentina, en donde grabaron escenas de su concierto. El vídeo comienza con una pareja discutiendo, la mujer se va en un automóvil mientras insulta al hombre, después la mujer se dirige aún antro mientras el hombre trata de ingresar también se le niega el acceso y se mete clandestinamente donde termina en un vestidor femenino, mientras la mujer dentro del antro niega a varios hombres que se le acercan, después entra la banda (Fher, Alex, Sergio y Juan) al mismo antro donde se quedan en una zona especial. Mientras el hombre esta triste por la traición de la mujer, Fher lo invita a acompañarlo junto a la banda y este les cuenta la su historia. La mujer al ver que este estaba con la banda trata de ir con el pero se le niega el paso. La banda invita al hombre a asistir tras bambalinas a uno de sus conciertos a lo que el acepta. En las siguientes escenas se ve a Maná ingresando al estadio y comenzar su concierto. Ya en el concierto Sergio lo invita a tocar junto con él, toma una guitarra y se pone a tocar, mientras tanto la mujer intenta pasar también tras bambalinas pero se le niega el paso, a lo que ella se las ingenia para poder pasar, estando ya en el escenario (tras cortinas) se ven mutuamente a lo que el hombre la ignora y sigue tocando, finalizan el concierto con fuegos artificiales, tras la salida de la banda del estadio, el hombre también se va con ellos en una camioneta, la mujer logra estar con él, pero el la ignora y la insulta.

## Lista de canciones
Todas las letras escritas por Fher Olvera, excepto «Latinoamérica» y «Contra todo» por Álex González.
| Original Tracklisting |                                      |                             |          |  |
| N.º                   | Título                               | Música                      | Duración |  |
| 1.                    | «Lluvia al corazón»                  | Fher Olvera · Sergio Vallín | 4:10     |  |
| 2.                    | «Amor clandestino»                   | Fher Olvera                 | 4:52     |  |
| 3.                    | «Mi reina del dolor»                 | Sergio Vallín               | 4:06     |  |
| 4.                    | «El espejo»                          | Fher Olvera                 | 5:24     |  |
| 5.                    | «Sor María»                          | Fher Olvera · Sergio Vallín | 5:04     |  |
| 6.                    | «Vuela libre paloma»                 | Fher Olvera                 | 5:26     |  |
| 7.                    | «No te rindas»                       | Fher Olvera                 | 5:05     |  |
| 8.                    | «Latinoamérica»                      | Álex González               | 5:32     |  |
| 9.                    | «El dragón»                          | Sergio Vallín               | 4:50     |  |
| 10.                   | «El verdadero amor perdona»          | Fher Olvera                 | 4:41     |  |
| 11.                   | «Envenéname»                         | Álex González               | 3:40     |  |
| 12.                   | «No te rindas» (Versión alternativa) | Fher Olvera                 | 4:13     |  |
| 56:51                 |                                      |                             |          |  |

| Deluxe Edition CD |                                                                  |                             |          |  |
| N.º               | Título                                                           | Música                      | Duración |  |
| 13.               | «Mi corazón no sabe olvidar»                                     | Fher Olvera                 | 4:46     |  |
| 14.               | «Contra todo»                                                    | Álex González               | 3:48     |  |
| 15.               | «Lluvia al corazón» (Versión Soundcheck)                         | Fher Olvera · Sergio Vallín | 4:10     |  |
| 16.               | «El verdadero amor perdona» (Versión bachata - con Prince Royce) | Fher Olvera                 | 3:57     |  |
| 73:39             |                                                                  |                             |          |  |

| iTunes Deluxe Version |                                            |               |          |  |
| N.º                   | Título                                     | Escritor(es)  | Duración |  |
| 13.                   | «Mi corazón no sabe olvidar» (Bonus Track) | Fher Olvera   | 4:46     |  |
| 14.                   | «Contra todo» (Bonus Track)                | Álex González | 3:48     |  |

| Walmart Edición limitada |                                        |                             |          |  |
| N.º                      | Título                                 | Música                      | Duración |  |
| 13.                      | «Lluvia al corazón» (Versión en vivo)  | Fher Olvera · Sergio Vallín | 4:10     |  |
| 14.                      | «Labios compartidos» (Versión en vivo) | Fher Olvera                 | 4:51     |  |
| 15.                      | «Eres mi religión» (Versión en vivo)   | Fher Olvera                 | 5:32     |  |

### Edición  CD/DVD
| Original Tracklisting |                           |          |  |
| N.º                   | Título                    | Duración |  |
| 1.                    | «Menú»                    | 0:59     |  |
| 2.                    | «The making of the album» | 4:32     |  |
| 3.                    | «El espejo»               | 5:10     |  |
| 4.                    | «El dragón»               | 2:39     |  |
| 5.                    | «Amor clandestino»        | 4:14     |  |
| 6.                    | «Lluvia al corazón»       | 3:27     |  |
| 7.                    | «Vuela libre paloma»      | 5:41     |  |
| 8.                    | «No te rindas»            | 9:06     |  |
| 9.                    | «Latinoamérica»           | 5:49     |  |
| 10.                   | «Sor María»               | 6:27     |  |
| 11.                   | «Créditos»                | 5:07     |  |

| Deluxe Edition CD/DVD |                                 |          |  |
| N.º                   | Título                          | Duración |  |
| 1.                    | «Lluvia al corazón Music Video» |          |  |
| 2.                    | «Amor clandestino Music Video»  |          |  |
| 3.                    | «Making El Tour»                |          |  |
| 4.                    | «EPK Drama y Luz»               |          |  |

## Personal (banda)
- Fher Olvera - Voz, eléctrica, Guitarra acústica
- Álex "El Animal" González - Batería, Voz, Coros
- Sergio Vallín - Guitarra acústica, eléctrica, Coros
- Juan Diego Calleros - Bajo eléctrico

### Personal adicional
- GusOrozco - arreglos de guitarra, programación, teclados
- Fernando "Psycho" Vallín - arreglos de Bajo,
- Fernando "El Bueno" Quintana - arreglos de Guitarra y Bajo, arreglos de Cuerdas, coros, Teclados
- Héctor Quintana - coros
- Carlos Munguía - coros
- Luis Conte - percusión
- Jeff Babko - teclados
- Benjamin "Jamie" Muhoberac - teclados
- Tommy Morgan - armónica
- Suzie Katayama - director de orquesta
- Charlie Bisharat - violinista concertino
- Jackie Marca - violín
- Mario de León - violín
- Tammy Hatwan - violín
- Gerry Hilera - violín
- Tereza Stanislav - violín
- Josefina Vergara - violín
- Ken Yerke - violín
- Matt Funes - viola
- Jorge Moraga - viola
- Steve Richards - violonchelo
- Rudy Stein - chelo
- Nico Abondolo - contrabajo
- David Parmeter - contrabajo
- Chris Bleth - oboe
- Joe Meyer - cuerno francés
- Steve Becknell - cuerno francés
- Alan Kaplan - trombón
- Toño Márquez - lírica asesor
- Augusto Chacón - copia del editor
- José Quintana - dirección vocal

## Reconocimientos

### Álbumes
| Año  | Reconocimiento                  | Posición |
| ---- | ------------------------------- | -------- |
| 2011 | Mexican Album Charts            | 1        |
| 2011 | Spain Album Charts              | 1YouTube |
| 2011 | U.S. Billboard Top Latin Albums | 1        |
| 2011 | U.S. Billboard Latin Pop Albums | 1        |
| 2011 | U.S. Billboard Top Rock Albums  | 3        |
| 2011 | U.S. Billboard Digital Albums   | 14       |
| 2011 | U.S. Billboard 200              | 5        |

### Sencillos
| Año  | Canción                     | Reconocimiento                   | Posición |
| ---- | --------------------------- | -------------------------------- | -------- |
| 2011 | "Lluvia al Corazón"         | Spain PROMUSICAE Top 50 Singles  | 13       |
| 2011 | "Lluvia al Corazón"         | U.S. Billboard Hot Latin Tracks  | 1        |
| 2011 | "Lluvia al Corazón"         | U.S. Billboard Latin Pop Airplay | 1        |
| 2011 | "Lluvia al Corazón"         | U.S. Billboard Tropical Songs    | 4        |
| 2011 | "Amor Clandestino"          | U.S. Billboard Hot Latin Tracks  | 1        |
| 2011 | "Amor Clandestino"          | U.S. Billboard Latin Pop Airplay | 1        |
| 2011 | "Amor Clandestino"          | U.S. Billboard Tropical Songs    | 1        |
| 2011 | "El verdadero amor perdona" | U.S. Billboard Hot Latin Tracks  | 1        |
| 2011 | "El verdadero amor perdona" | U.S. Billboard Latin Pop Airplay | 1        |
| 2011 | "El verdadero amor perdona" | U.S. Billboard Tropical Songs    | 1        |

## Premiaciones
Premios Grammy Latinos
- 2011: Mejor Álbum Rock
- 2011: Mejor ingeniería de grabación para un álbum

Los Premios Telehit
- Los Premios Telehit 2011: Mejor banda internacional mexicana

## Certificaciones del álbum
| País      | organismo certificador | Certificación | Ventas certificadas |
| --------- | ---------------------- | ------------- | ------------------- |
| México    | AMPROFON               | Platino+Oro   | 90 000              |
| España    | PROMUSICAE             | Oro           | 30 000              |
| Argentina | CAPIF                  | Platino       | 40 000              |
| EE. UU.   | RIAA                   | Platino       | 100 000             |